# 永田靖 (統計学者)
永田靖（ながた やすし、1957年-　）は、日本の数学者・統計学者、早稲田大学教授。
大阪府生まれ。1980年京都大学理学部卒業。1985年大阪大学大学院基礎工学研究科博士後期課程修了,「推測過程論に対する実際的および理論的研究」で工学博士。1987年熊本大学工学部共通講座数学教室専任講師、1990年岡山大学経済学部助教授、98年教授、1999年早稲田大学理工学部経営システム工学科教授、2007年同創造理工学部経営システム工学科教授。

## 委員歴・役員歴
| 1992年07月-1994年07月 | 日本統計学会評議員                           |
| 1998年07月-2000年07月 | 日本統計学会理事                             |
| 1994年04月-2000年03月 | 応用統計学会編集委員                         |
| 2000年06月-2002年06月 | 応用統計学会評議員                           |
| 1994年10月-1997年09月 | 日本品質管理学会評議員                       |
| 1999年10月-2001年10月 | 日本品質管理学会編集委員                     |
| 2000年10月-2003年10月 | 日本品質管理学会理事                         |
| 2001年10月-2003年10月 | 日本品質管理学会理事，学会誌編集委員長       |
| 2005年10月-2007年10月 | 日本品質管理学会理事                         |
| 2005年10月-2007年10月 | 日本品質管理学会理事，論文誌編集委員長       |
| 2007年10月-           | 日本品質管理学会編集委員                     |
| 2008年06月-2010年06月 | 応用統計学会評議員                           |
| 2008年06月-2012年06月 | 応用統計学会編集理事                         |
| 2011年11月-2013年11月 | 日本品質管理学会理事                         |
| 2012年06月-2016年05月 | 応用統計学会編集委員                         |
| 2012年06月-2014年06月 | 応用統計学会評議員                           |
| 2012年06月-2015年06月 | 行動計量学会編集委員                         |
| 2013年11月-2015年11月 | 日本品質管理学会監事                         |
| 2014年06月-           | 応用統計学会評議員                           |
| 2014年06月-           | 応用統計学会理事                             |
| 2015年11月-2017年11月 | 日本品質管理学会理事，学会誌編集委員長       |
| 1995年01月-           | 日本科学技術連盟デミング賞委員               |
| 2016年05月-2018年05月 | 応用統計学会会長                             |
| 2018年01月-           | 日本科学技術連盟デミング賞審査委員会副委員長 |

## 著書

### 単著
- 『入門統計解析法』日科技連出版社 1992
- 『統計的方法のしくみ 正しく理解するための30の急所』日科技連出版社 1996
- 『入門実験計画法』日科技連出版社 2000
- 『SQC教育改革 受講する人・受講した人・運営する人・経営者層へ』日科技連出版社 2002
- 『サンプルサイズの決め方』朝倉書店 統計ライブラリー 2003
- 『統計学のための数学入門30講』朝倉書店 科学のことばとしての数学 2005
- 『品質管理のための統計手法』日本経済新聞社 日経文庫 2006
- 『統計的品質管理 ステップアップのためのガイドブック』朝倉書店 シリーズ〈現代の品質管理〉2009
- 『統計的方法の考え方を学ぶ』日科技連出版社 2016

### 共著
- 『統計的多重比較法の基礎』吉田道弘共著 サイエンティスト社 1997
- 『グラフィカルモデリングの実際 』編集代表 日本品質管理学会テクノメトリックス研究会 日科技連出版社 1999
- 『多変量解析法入門』棟近雅彦共著 サイエンス社 ライブラリ新数学大系 2001
- 『生産管理用語辞典』（分担執筆）日本規格協会 2002
- 『クォリティマネジメント用語辞典』編集委員・分担執筆 日本規格協会 2004
- 『おはなし統計的方法 "早わかり"と"理解が深まる18話"』編著 日本規格協会 おはなし科学・技術シリーズ 2005
- 『統計データ科学事典』 分担執筆 朝倉書店 2007
- 『データ解析に役立つExcel関数』芳賀敏郎共著 日科技連出版社 2009
- 『新版 品質保証ガイドブック』編集委員・分担執筆 日本品質管理学会 日科技連出版社 2009
- 『開発・設計における“Qの確保”』 編集代表 日本品質管理学会中部支部産学連携研究会 日本規格協会 2010
- 『工程能力指数 実践方法とその理論』棟近雅彦共著 日本規格協会 JSQC選書 2011
- 『アンスコム的な数値例で学ぶ統計的方法23講 異なるデータ構造から同じ解析結果が得られる謎を解く』廣野元久共著 日科技連出版社 2013
- 『開発・設計に必要な品質管理』日本品質管理学会中部支部産学連携研究会（編集代表） 日本規格協会2015